# Hakeem Noor-ud-Din
Hakeem Noor-ud-Din, ou Hakim Nur-ud-Din (arabe : حکیم نور الدین, c. 1841 - 13 mars 1914) est un médecin, écrivain et théologien du monde indien. Proche de Mirza Ghulam Ahmad, fondateur de l'ahmadisme, il succède à ce dernier le lendemain de sa mort, le 27 mai 1908. Noor-ud-Din devient ainsi le premier calife (en) de l'ahmadisme (arabe : خليفة المسيح الأول, khalīfatul masīh al-awwal).
Parlant arabe et hébreu, Noor-ud-Din est le médecin royal du Maharaja de Jammu-et-Cachemire pendant plusieurs années. Grand voyageur, il visite notamment les villes de La Mecque et de Médine, afin de parfaire son apprentissage religieux.
En 1892, Noor-ud-Din quitte sa résidence de Bhera afin de s'installer à Qadian (en). Assistant Ghulam Ahmad dans ses activités religieuses, Noor-ud-Din écrit plusieurs livres réfutant des critiques faites contre l'islam et participe à l'organisation de débats publics entre Ghulam Ahmad et ses opposants.
Sous sa direction, le mouvement ahmadiste organise des missions en Inde du Sud, au Bengale et en Afghanistan. En 1913, une branche anglaise (en) du mouvement est fondée et des travaux de traduction ahmadiste du Coran (en) sont entrepris.
Ses cours de Tafsir et Hadîth attirent plusieurs visiteurs à Qadian. Il enseigne ainsi à plusieurs personnalités influentes, dont Mohammed Ali (en) et Sher Ali (en) et Mirza Bashir-ud-Din Mahmud, qui lui succèdera à sa mort à la tête du mouvement. Plusieurs sermons et discours de Noor-ud-Din sont publiés dans une série de quatre livres intitulée Haqaiq al-Furqan (en).

## Biographie

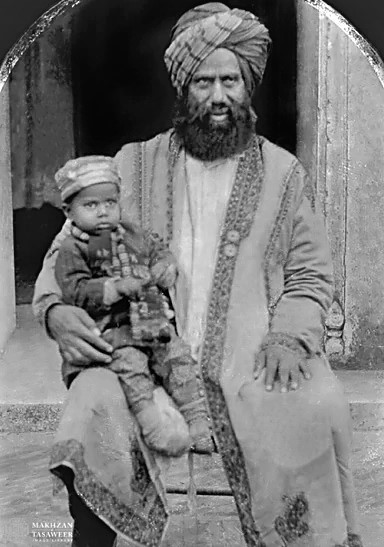
Noor-ud-Din et son fils Abdul Hayy.